# ダン・バーン
 ダニエル・ジョンソン・バーン （Daniel Johnson Burn、1992年5月9日 - ）は、イングランド・ノーサンバーランドブライス出身のサッカー選手。プレミアリーグ・ニューカッスル・ユナイテッド所属。イングランド代表。ポジションはDF（左サイドバック、センターバック)。
2022-23、2023-24、2024-25シーズンのプレミアリーグで最長身長選手。

## 経歴

### フラム

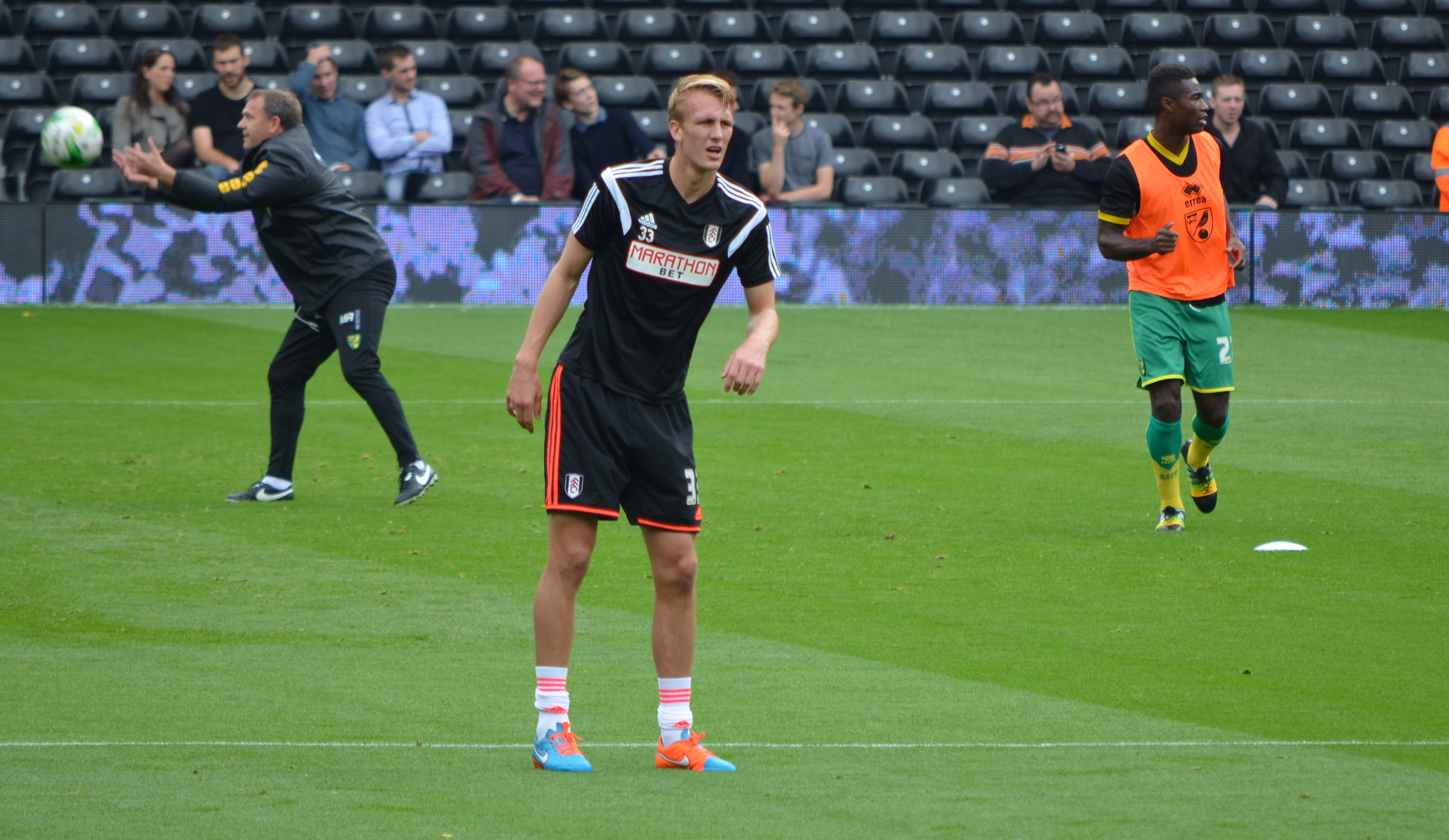
2014年、ウォーミングアップ中のバーン

2011年4月14日、プレミアリーグのフラムに移籍金35万ユーロに加入した。しかし加入直後にリザーブに送られた。
2012年9月25日、ヨーヴィル・タウンに期限付き移籍した。4日後のプレストン・ノースエンド戦でデビューした。
2013年7月3日、バーミンガム・シティに期限付き移籍した。
2014年1月2日、フラムに復帰した。

### ウィガン・アスレティック
2016年夏、ウィガン・アスレティックと3年契約を結んだ。

### ブライトン&ホーヴ・アルビオン
2018年8月9日、ブライトン&ホーヴ・アルビオンと4年契約を結んだ。2019年1月までウィガン・アスレティックに期限付き移籍で残ることになった。左サイドバックで起用された。

### ニューカッスル・ユナイテッド
2022年1月31日、アカデミーを過ごしたニューカッスル・ユナイテッドと2年半契約を結んだ。小学生以来の19年振りの復帰となった。加入直後から活躍、チームを支える屋台骨の1人となった。シーズン序盤はセンターバックで活躍したが、シーズンが進むと左サイドバックで活躍した。
2023-24シーズンは、左サイドバックとして33試合に出場し、2得点2アシストを記録した。
2024-25シーズンは、前シーズンから続くスヴェン・ボトマンやジャマール・ラッセルズの負傷離脱などの影響で再びセンターバックとしてプレー。高いパフォーマンスを維持し続け、2025年3月14日、32歳にして初めてイングランド代表に選出されたことが発表された。その直後の17日に行われたカラバオカップ決勝では先制点を決めるなど活躍し、クラブの70年振りとなる国内タイトル獲得に大きく貢献した。

## 人物
13歳の時に指輪をした状態で、突起のついたフェンスを登ろうとして、指輪が突起に引っかかり、欠損したため右手の薬指が無い。
身長201cmはサッカー選手として、超大型である。
身長2ｍを超えているが、愛車は、車高154cmで二人乗りのマイクロカーである「スマート」。

## タイトル
ウィガン・アスレティック
- EFLリーグ1: 2017-18

ニューカッスル・ユナイテッド
- EFLカップ: 2024-25